# Denis Cosgrove
Denis Cosgrove (Liverpool, 3 de maig de 1948 - Los Angeles, 21 de març de 2008) va ser un geògraf especialitzat en geografia cultural.
Després d'estudiar geografia a la Universitat d'Oxford, va començar la seva investigació i ensenyament a Oxford i Londres, abans de convertir-se en professor de geografia a la Universitat de Califòrnia a Los Angeles (UCLA). Al llarg de la seva carrera Denis Cosgrove ha produït una gran quantitat de literatura especialitzada en les concepcions i representacions del paisatge.

## Publicacions
- Social Formation and Symbolic Landscape (1984) nouvelle édition (1998) University of Wisconsin press
- The Iconography of Landscape: Essays on the Symbolic Representation, Design and Use of Past Environments (1989) Cambridge University Press
- The Palladian Landscape: Geographical Change and its Cultural Representations in Sixteenth Century Italy (1993) Leicester University Press.
- Mappings (1999) Reaction Book